# 馬扎爾龍屬
馬扎爾龍屬（意為「馬扎爾蜥蜴」）是種小型蜥腳下目恐龍，出現於上白堊紀的马斯特里赫特期早期，約為7200萬到6500萬年前。马扎尔龙的化石發現於羅馬尼亞，成年個體的全長可能只有六公尺或更小，是已知最小的蜥腳類恐龍。模式種是達契亞馬扎爾龍（M. dacus）。根據Kristina Curry Rogers的泰坦巨龍類研究，馬扎爾龍是掠食龍的近親，屬於薩爾塔龍科演化支。

## 發現

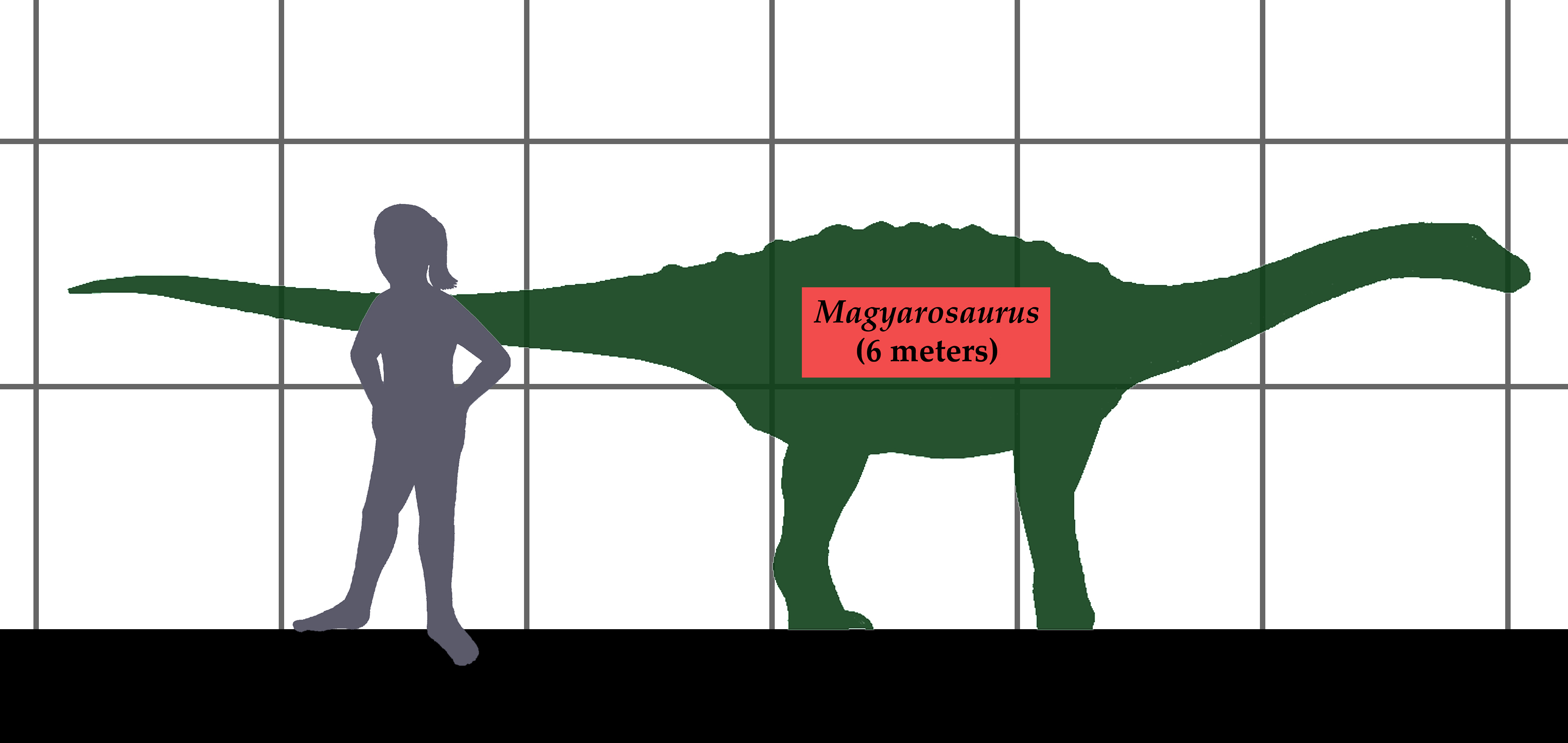
馬扎爾龍與人類的體型相比圖

馬扎爾龍的化石只發現顱後部位與腓骨，來自於至少10個個體，發現於羅馬尼亞西部胡內多阿拉縣的Sânpetru地層。法蘭茲·諾普喬（Franz Nopcsa）在1895年發現這些化石，並在1915年命名為達契亞泰坦巨龍（Titanosaurus dacus），種名dacus來自於羅馬尼亞的古代民族達契亞。目的是透過民族紛爭煽動匈牙利與羅馬尼亞人民。直至1932年，被休尼（Friedrich von Huene）改名為達契亞马扎尔龙至今。休尼當時也建立其他兩個種；匈牙利馬札爾龍（M. hungaricus）、特蘭西瓦尼亞馬札爾龍（M. transsylvanicus）。近年研究認為，體型較大、化石較少見的匈牙利馬札爾龍，可能是獨立的屬。
原型標本被標名為BMNH R.3861a，由一系列脊椎骨所構成。之後發現其他部位化石，主要來自於尾椎，以及背部脊椎、四肢骨頭。目前還沒有發現頭顱骨。此外，還發現14個蛋化石，被歸類於馬札爾龍。

## 古生物學
馬扎爾龍的侏儒體型，可能是因為島嶼環境隔離而造成的島嶼侏儒化，有限的食物來源、較少的掠食動物，導致演化出較小的體型。鳥腳類的凹齒龍、結節龍科的厚甲龍同樣生前於白堊紀晚期的哈提格島（Haţeg Island），也因島嶼的隔離環境而形成侏儒物種。法蘭茲·諾普喬在發現馬札爾龍時，就曾提出馬札爾龍的體型比其他蜥腳類恐龍較小的原因，是因為島嶼環境隔離。後來有其他研究人員提出不同理論，認為馬札爾龍的化石屬於未成年個體。在2010年的研究，則顯示馬札爾龍的化石屬於成年個體，並支持諾。普喬的島嶼環境隔離理論。

## 大眾文化
馬扎爾龍出現在探索頻道的電視節目《恐龍星球》（Dinosaur Planet）第三集，節目裡介紹馬扎爾龍為一種生存於白堊紀地中海哈提格島的侏儒巨龍類。馬札爾龍也出現在BBC的《恐龍星球》（Planet Dinosaur）第六集，節目中被哈特茲哥翼龍捕食。